# 히라이소정
히라이소정(平磯町)은 이바라키현 나카군에 일찍이 존재했던 정이다. 현재의 히타치나카시에 해당한다.

## 역사
- 1889년 4월 1일 - 정촌제 시행에 의해 단독으로 정으로 승격해 나카군 히라이소정이 성립하였다.
- 1954년 3월 31일 - 나카미나토정에 편입해 소멸하였다. 동일 나카미나토정은 시로 승격해 나카미나토시가 되었다.

## 인구
| 1891년 | 5,949  |
| 1920년 | 7,036  |
| 1935년 | 8,284  |
| 1950년 | 10,604 |

## 교통

### 철도
- 이바라키 교통 ( →히타치나카 해변철도)
  - 미토선

※미나토선은 1944년 8월 1일 이바라키교통, 2008년 4월 1일 히타치나카 해안철도가 되었다. 

## 참고문헌
- 角川日本地名大辞典編纂委員会『角川日本地名大辞典 8 茨城県』、角川書店、1983年 ISBN 4040010809